# أندي باتلر
أندي باتلر (بالإنجليزية: Andy Butler)‏ (4 نوفمبر 1983 دونكاستر المملكة المتحدة - ) هو لاعب كرة قدم بريطاني.

## وصلات خارجية
أندي باتلر على موقع قاعدة بيانات كرة القدم.إي يو (الإنجليزية)
- أندي باتلر على موقع Soccerbase.com (لاعب) (الإنجليزية)
- أندي باتلر على موقع Soccerway.com (الإنجليزية)